# Gare des Cauquillous
La gare des Cauquillous est une gare ferroviaire française de la ligne de Montauban-Ville-Bourbon à La Crémade, située sur le territoire de la commune de Lavaur dans le département du Tarn, en région Occitanie. Elle est établie en rase campagne pour desservir la commune de Saint-Jean-de-Rives et un établissement des Laboratoires Pierre Fabre (siège de Pierre Fabre Dermo-cosmétique).
Elle est mise en service en 2000 par la Société nationale des chemins de fer français (SNCF).
C'est une halte voyageurs de la SNCF du réseau TER Occitanie, desservie par des trains express régionaux.

## Situation ferroviaire
Établie à 131 mètres d'altitude, la gare des Cauquillous est située au point kilométrique (PK) 258,113 de la ligne de Montauban-Ville-Bourbon à La Crémade, entre les gares de Saint-Sulpice (Tarn), s'intercale l'ancienne gare de Saint-Jean-de-Rives (fermée), et de Lavaur.

## Histoire
La halte voyageurs des Cauquillous est mise en service le 3 décembre 2000 par la Société nationale des chemins de fer français (SNCF).
En 2014, c'est une gare voyageurs d'intérêt local (catégorie C : moins de 100 000 voyageurs par an de 2010 à 2011), qui dispose de un quai et un abri.

## Fréquentation
En 2014, selon les estimations de la SNCF, la fréquentation annuelle de la gare était de 15 766 voyageurs et de 20 249 voyageurs en 2023.
De 2015 à 2023, selon les estimations de la SNCF, la fréquentation annuelle de la gare s'élève aux nombres indiqués dans le tableau ci-dessous :
| Année           | 2015   | 2016   | 2017   | 2018  | 2019   | 2020  | 2021  | 2022   | 2023   |
| --------------- | ------ | ------ | ------ | ----- | ------ | ----- | ----- | ------ | ------ |
| Voyageurs seuls | 16 376 | 15 190 | 14 838 | 9 895 | 13 579 | 7 693 | 8 695 | 15 587 | 20 249 |

## Service des voyageurs

### Accueil
Halte SNCF, c'est un point d'arrêt non géré (PANG) à entrée libre.

### Desserte
Les Cauquillous est une halte voyageurs du réseau TER Occitanie, desservie par des trains express régionaux de la relation Toulouse - Castres - Mazamet (ligne 9).

### Intermodalité
Le stationnement des véhicules n'est pas aménagé mais possible à proximité. 
Elle est desservie par des bus du réseau Tarn'bus (lignes: 765 et 709).